# 段民
段 民（だん みん、1376年 - 1434年）は、明代の官僚。字は時挙。本貫は常州武進県。

## 生涯
段志清と葉氏のあいだの子として生まれた。1404年（永楽2年）、進士に及第した。翰林院庶吉士に任じられた。章敞・吾紳らとともに文淵閣に入り、『永楽大典』の編纂事業に参加した。母が死去したため、辞職して喪に服した。喪が明けると、刑部山東清吏司主事に任じられた。南京に召還されて、承直郎となった。永楽帝に扈従して北京に赴き、『四書大全』・『五経大全』・『性理大全』の編纂事業に参加した。刑部郎中に進んだ。
1420年（永楽18年）、山東で唐賽児の乱が起こると、三司の官が全員反乱軍に殺されたため、段民が山東左参政に抜擢された。唐賽児が官軍の包囲を脱出して行方不明となったため、彼女の捜索のために、山東・北京の尼や天下の出家した婦女が逮捕され、その数は前後して数万人に及んだ。段民はつとめて人心をなだめ安堵させた。
永楽帝が漠北に遠征すると、食糧を輸送する舟が済寧から潞河に達し、陸揚げされて居庸関から塞外に出されることになった。段民は細かい計画を立てて、民衆を騒がせないように輸送を実行した。北京に帰ると、巡按御史とともに立ち寄った府県の官吏の考課を記録して奏聞するよう命じられた。
1428年（宣徳3年）、段民は召し出されて北京に入り、南京戸部右侍郎を代行するよう命じられた。1429年（宣徳4年）、正式に南京戸部右侍郎となった。1430年（宣徳5年）、南京刑部右侍郎に転じた。かつて南京の二部はいずれも管理が行き届かないことで知られていたが、段民が着任すると、綱紀が粛正され、宿弊が改められた。上元県の人が甥に殴打されて、怒りのあまり通政司を訪れて訴えた。こうした罪は米を納めて罪を贖うことになっており、越訴は厳しく禁じられていて、違反した者は遼東に一兵士として流されることになっていた。段民は「定例によって、目下の者の罪が贖うことができ、目上の者がかえって遠方に追放されるのは、理にはかって落ち着きません。適用する例を改めるようお願いします」と言上した。宣徳帝はこれを是とした。宣徳帝は段民が清廉で節操堅く、端正謹直であったことから、特別に段民に命じて、南京の百官を考査させた。1433年（宣徳8年）、宣徳帝は十悪以外の囚人の罪一等を減じるよう大赦の詔を発した。重い罪の囚人三十数人がいて、段民はやはりその罪を減じた。後になって上意があり、かれらを赦令の対象にしないとの決定が知らされ、釈放された囚人が連れ戻されることになったが、すでに数人が逃げて失踪していた。段民が自ら状況を報告すると、給事中の年富らが段民を弾劾した。宣徳帝は段民の賢を知っていたことから、不問に付した。
1434年（宣徳9年）2月29日、段民は在官のまま死去した、享年は59。諡は襄介といった。